# Phryxe solata
Phryxe solata là một loài ruồi trong họ Tachinidae.